# Orthocis
Orthocis is een geslacht van kevers in de familie houtzwamkevers (Ciidae).

## Soorten
- O. abyssinicus (Guérin-Méneville, 1847)
- O. aequalis (Blackburn, 1888)
- O. alni (Gyllenhaal, 1813)
- O. alnoides (Reitter, 1884)
- O. annulatus (Kraus, 1908)
- O. apicipennis (Pic, 1916)
- O. assimilis (Broun, 1880)
- O. auriculariae Lawrence, 1991
- O. coluber (Abeille de Perrin, 1874)
- O. collenettei (Blair, 1927)
- O. cylindrus (Gorham, 1886)
- O. discoidalis (Pic, 1922)
- O. dividuus (Reitter, 1908)
- O. flavipennis (Pic, 1923)
- O. freudei Abdullah, 1973
- O. guamae (Zimmerman, 1942)
- O. huesanus Kraus, 1908
- O. immaturus (Zimmerman, 1939)
- O. infasciatus (Pic, 1922)
- O. insularis (C.O.Waterhouse, 1876)
- O. ishiharai Kawanabe, 1994

- O. juglandis (Reitter, 1885)
- O. lacernatus (Reitter, 1908)
- O. leanus (Blackburn, 1907)
- O. longulus Dury, 1917
- O. mnigrum (Champion, 1913)
- O. nigrosplendidus (Nobuchi, 1955)
- O. ornatus (Reitter, 1877)
- O. perrisi (Abeille de Perrin, 1874)
- O. platensis Brèthes, 1922
- O. pseudolinearis (Lohse, 1965)
- O. pulcher Kraus, 1908
- O. punctatus (Mellié, 1849)
- O. reflexicollis (Abeille de Perrin, 1874)
- O. schizophylli (Nakane & Nobuchi, 1955)
- O. sublacernatus (Scott, 1926)
- O. subornatus (Wollaston, 1861)
- O. testaceofasciatus (Pic, 1922)
- O. transversatus (Kraus, 1908)
- O. undulatus (Broun, 1880)
- O. wollastonii (Mellié, 1849)
- O. zoufali (Reitter, 1902)